# Дільниця Старокостянтинів I — Гречани Південно-Західної залізниці
Дільниця Старокостянтинів I — Гречани — дільниця Південно-Західної залізниці. З'єднує місто Старокостянтинів із хмельницьким вузлом. Довжина дільниці — 52 км. На дільниці розташовані 1 проміжна станція, 2 роз'їзди, 1 колійний пост і 7 зупинних пунктів.
Дільниця збудована 1914 року. Дільниця одноколійна.

## Транзитні, роздільні та зупинні пункти на дільниці
| Назва                                      | Тип        | Фото | Відкритий | Відстані до ТП | Відстані до ТП | Код Експрес-3 | Код ЄМР |
| Назва                                      | Тип        | Фото | Відкритий | Старок. I      | Гречани        | Код Експрес-3 | Код ЄМР |
| ------------------------------------------ | ---------- | ---- | --------- | -------------- | -------------- | ------------- | ------- |
| Жмеринська дирекція залізничних перевезень |            |      |           |                |                |               |         |
| Старокостянтинів I                         | станція    |      | 1914      | 0              | 52             | 2200218       | 334103  |
| Воронківці                                 | роз'їзд    |      | 1951      | 7              | 45             | 2201233       | 334118  |
| Кузьмин (81 км)                            | зуп. пункт |      | 2000-ні   | 11             | 41             | 2200376       | 334090  |
| Красилів                                   | станція    |      | 1914      | 18             | 34             | 2200225       | 334008  |
| Западинці                                  | зуп. пункт |      | 1951      | 25             | 27             | 2200226       | 334014  |
| Заруддя                                    | зуп. пункт |      | 2000-ні   | 33             | 19             | 2200375       | 334086  |
| Климашівка                                 | роз'їзд    |      | 1914      | 36             | 16             | 2200227       | 334029  |
| Черепівка                                  | зуп. пункт |      | 1954      | 40             | 12             | 2200777       | 334033  |
| Осташки                                    | зуп. пункт |      | 1954      | 44             | 8              | 2200228       | 334048  |
| Іванковецький                              | зуп. пункт |      | 1954      | 47             | 5              | 2200793       | 334052  |
| Олешин                                     | зуп. пункт |      | 1954      | 49             | 3              | 2200749       | 334067  |
| Буг                                        | кол. пост  |      | 1954      | 50             | 2              | 2200794       | 334071  |
| Гречани                                    | станція    |      | 1914      | 52             | 0              | 2200229       | 330600  |

| РП                  | Ста- рок. I | Ста- рок. II | Ворон- ківці |
| ------------------- | ----------- | ------------ | ------------ |
| Старокостянтинів I  | —           | 10           | 7            |
| Старокостянтинів II | 10          | —            | 12           |
| рзд Воронківці      | 7           | 12           | —            |